# 姉崎藩
姉崎藩（あねさきはん/あねがさきはん）は、上総国市原郡姉崎村（現在の千葉県市原市姉崎）を居所として、江戸時代前期に存在した藩。徳川家康の次男である結城秀康の子である松平忠昌（福井松平家の祖）および松平直政（雲州松平家の祖）が相次いで入封したが、いずれも短期間で廃藩となった。

## 歴史

### 前史
姉崎付近は水陸交通の要衝の地であり、戦国期には椎津城をめぐってたびたび争奪戦が繰り広げられた。椎津城は1590年、後北条氏の滅亡とともに廃城となった。

### 松平忠昌領
慶長12年（1607年）11月、徳川家康の次男である結城秀康の次男・松平忠昌（11歳、当時は虎松丸）が姉崎に1万石を与えられた。これにより姉崎藩が立藩した。
忠昌の家臣による陣屋支配が行われていたと考えられるが、近隣の八幡を領していた本多佐渡守（本多正信・本多正純）に忠昌の采地の「介抱」が命じられたとの史料もある。ただし、本多家がどのように姉崎藩と関わったかは不明である。
忠昌は元和元年（1615年）11月、常陸国下妻藩主であった松平頼房が水戸藩に移されると、跡の下妻藩3万石に加増移封された。これにより姉崎藩は廃藩となった。
なお、その後忠昌は信濃川中島藩を経て越後高田藩に移り、後述のように最終的には越前福井藩主となる。

### 松平直政領
松平直政は忠昌の弟（結城秀康の三男）であり、元和2年（1616年）には長兄の北荘藩主松平忠直から越前木本に1万石を与えられていた。元和5年（1619年）12月、幕府から上総国姉崎で1万石を与えられ、姉崎藩が再立藩する。従来の1万石に新たに1万石が加増されて合計2万石となったか、あるいは石高は同じ1万石で独立の大名とされたかについては、史料が少なくはっきりしない。
寛永元年（1624年）4月、松平忠直改易後の北ノ庄藩（福井藩）を、越後高田藩主であった松平忠昌が継承した。大野郡は3人の弟に分知されることとなった。寛永元年（1624年）6月、直政は姉崎から転出し、大野藩に5万石で入封した。なお、直政はそののち信濃松本藩を経て出雲松江藩に移る。

## 歴代藩主
福井松平家
親藩。1万石。
- 松平忠昌（ただまさ）

雲州松平家
親藩。2万石。
- 松平直政（なおまさ）

## 領地

### 陣屋と陣屋町
姉崎藩の陣屋（姉崎陣屋）がどこにあったかは不明である。『房総における近世陣屋』では、妙経寺の西側200mほどの一帯をその候補地としている（旧道がかつて直角に曲がっていたことや、明治初期の迅速測図で方形の区画が認められることなどが理由に挙げられている）。なお、この地点から境川（椎津川）を挟んだ南側には、江戸時代後期に当地に成立した鶴牧藩（水野家1万5000石）が、藩庁として鶴牧陣屋（現在の市原市立姉崎小学校敷地）を建設している。
姉崎は江戸時代には五井や八幡とともに房総往還の継立場として栄えた町である。姉崎の町場がどのように形成されたかについては諸説あり、姉崎に陣屋が置かれたことが江戸時代の町場の直接のはじまりという見方がある一方、近世的な町場の形成は戦国末期に遡るとする見解もある。現在の妙経寺（現在は顕本法華宗＝広義の日蓮宗（法華宗）の妙満寺流）は継立場の入口に位置しており、妙経寺と町場は一体の計画のもとで整備されたものと想定されている。妙経寺境内では「姉崎妙経寺遺跡」として発掘調査が行われているが、寺に関連する出土品は江戸時代のものが中心で戦国末期の陶器が若干出土する、という結果になっており、寺の移転時期（＝町場の整備時期）を戦国末期（後北条氏の統治下）ないしは江戸時代初期（徳川家・松平家の統治下）のいずれかに絞り込む材料とはなっていない。